# AC Chievo Verona
Associazione Calcio Chievo Verona ili kraće Chievo talijanski je nogometni klub iz Verone. Trenutačno se natječe u Serie D. Svoje domaće utakmice igrao je na Stadio Aldo Olivieri. 

## Povijest
Klub je osnovan 1929., kao O.N.D Chievo u Veroni, u predgrađu Veneto. Po prvi put su nastupili u Serie A sezone 2001./02., te su, završivši sezonu na petom mjestu bili jedno od najugodijih iznenađenja prvenstva. Te godine su igrali i Kup UEFA, no poraženi su već u prvom kolu. Najveći uspjeh ostvarili su 2006., kada su prvenstvo završili na četvrtom mjestu, te su igrali u 3. kolu kvalifikacija za Ligu prvaka, no porazio ih je bugarski predstavnik Levski Sofija. Od sezone 2008./09. ponovno se natječu u Serie A, nakon što su sezonu ranije proveli u Serie B. Svoje domaće utakmice igraju na stadionu Marc'Antonio Bentegodi, kojeg dijele s Hellas Veronom. Nadimci su im Mussi Volanti ("leteći magarci"), te Gialloblu (žuto-plavi) zbog boje dresova.

## Poznati bivši igrači
- Andrea Barzagli
- Simone Barone
- Franco Semioli
- Simone Perrotta
- Flavio Roma
- Matteo Brighi
- Eugenio Corini
- Bernardo Corradi
- Lorenzo D'Anna
- Stefano Fiore
- Alberto Fontana
- Salvatore Lanna
- Nicola Legrottaglie
- Cristiano Lupatelli
- Massimo Marazzina
- Luca Marchegiani
- Christian Manfredini
- John Mensah
- Sergio Pellissier
- Mario Alberto Santana
- Saša Bjelanović
- Roberto Baronio
- Amauri
- Luciano (Eriberto)
- Oliver Bierhoff
- Nikola Lazetić
- Ivan Radovanović
- Jason Mayélé

## Poznati treneri
- Luigi Delneri

## Vanjske poveznice
- Službena web-stranica (tal.) (engl.)